# Thomas Henry
Thomas Henry (Argenteuil, 20 september 1994) is een Franse voetballer die sinds 2022 uitkomt voor Hellas Verona. Henry is een aanvaller.

## Carrière

### Jeugd en begin carrière
Henry begon zijn carrière bij AS Beauvais Oise en EFC Fréjus Saint-Raphaël. In 2015 versierde hij een transfer naar FC Nantes, waar hij op 12 december 2015 zijn officiële debuut maakte in het eerste elftal in een competitiewedstrijd tegen FC Toulouse. Na slechts twee optredens in het eerste elftal van de club ging hij twee niveaus lager spelen bij derdeklasser FC Chambly. Met Chambly bereikte hij in zijn tweede seizoen de halve finale van de Coupe de France, waarin het verloor van reeksgenoot Vendée Les Herbiers Football. Chambly liep hierdoor op een haar na een finale tegen Paris Saint-Germain mis.

### AFC Tubize
Via toenmalig Tubize-trainer Christian Bracconi, die enkele goedkope talenten uit de Championnat National kende, kwam Henry in de zomer van 2018 bij de Belgische tweedeklasser terecht. Dat kwam het financieel beperkte Tubize zeer goed uit. Henry moest bij de Waals-Brabanders de opvolger worden van de vertrokken huurling Florent Stevance, die in het seizoen 2017/18 in alle competities dertien keer had gescoord voor Tubize. Henry vulde die rol met verve in: na zestien competitiewedstrijden had hij al elf keer gescoord. Het leverde hem in januari 2019 een transfer op naar Oud-Heverlee Leuven, dat op dat moment laatste stond in Eerste klasse B.

### OH Leuven
In zijn eerste halve seizoen bij OH Leuven scoorde hij twee keer in de reguliere competitie en drie keer in de degradatie-playoffs, waardoor Henry zijn seizoenstotaal afsloot op zestien doelpunten. In het seizoen 2019/20 trok hij die goede lijn door door topschutter te worden van de reguliere competitie in Eerste klasse B met vijftien doelpunten. Hiermee droeg hij een aardig steentje bij aan de promotie van OH Leuven naar Eerste klasse A. Ook daar bleef hij vlot scoren: na zijn hattrick tegen KV Kortrijk op de zestiende speeldag stond zijn teller al op twaalf goals, dit was overigens de zevende wedstrijd op rij waarin hij tot scoren kwam. Het leverde hem in de winter van 2021 interesse van onder andere Celta de Vigo en Besiktas J.K. op. Henry klokte in het seizoen 2020/21 uiteindelijk af op 21 competitiegoals. Het leverde hem na het seizoen de interesse op van onder andere Swansea City, Celtic FC, RCD Mallorca, KAA Gent.

### Venezia FC
Henry speelde in het seizoen 2021/22 nog vier competitiewedstrijden voor OH Leuven. De fusieclub speelde op de eerste drie speeldagen telkens 1-1 gelijk, en telkens was Henry goed voor het enige Leuvense doelpunt. Op 24 augustus, tien dagen na de laatste officiële wedstrijd van Henry voor OH Leuven, maakte de club echter bekend dat de Fransman naar de Italiaanse eersteklasser Venezia FC verhuisde. Venezia, dat in mei na negentien jaar afwezigheid terug naar de Serie A was gepromoveerd en eerder al Daan Heymans en David Okereke hadden weggeplukt uit België, betaalde afhankelijk van de bron tussen de 5,5 en 6 miljoen euro. 
Henry maakte op 27 augustus 2021 zijn officiële debuut voor de club: op de tweede competitiespeeldag kreeg hij een basisplaats tegen Udinese Calcio (3-0-verlies). Op de derde competitiespeeldag had hij met een goal en een assist een stevig aandeel in de 1-2-zege bij Empoli FC. De Fransman trapte zich zo meteen in de geschiedenisboeken: de laatste goal van Venezia in de Serie A dateerde immers van 5 mei 2002 (in de persoon van Filippo Maniero).

## Clubstatistieken
| Seizoen         | Club            | Land               | Competitie           | Competitie | Competitie | Beker | Beker | Supercup | Supercup | Europees | Europees | Totaal | Totaal |
| Seizoen         | Club            | Land               | Competitie           | Wed.       | Dlp.       | Wed.  | Dlp.  | Wed.     | Dlp.     | Wed.     | Dlp.     | Wed.   | Dlp.   |
| --------------- | --------------- | ------------------ | -------------------- | ---------- | ---------- | ----- | ----- | -------- | -------- | -------- | -------- | ------ | ------ |
| 2015/16         | FC Nantes       | Vlag van Frankrijk | Ligue 1              | 2          | 0          | 0     | 0     | —        | —        | —        | —        | 2      | 0      |
| 2016/17         | FC Chambly      | Vlag van Frankrijk | Championnat National | 25         | 4          | 1     | 0     | —        | —        | —        | —        | 26     | 4      |
| 2017/18         | FC Chambly      | Vlag van Frankrijk | Championnat National | 22         | 4          | 5     | 0     | —        | —        | —        | —        | 27     | 4      |
| 2018/19         | AFC Tubize      | Vlag van België    | Eerste klasse B      | 16         | 11         | 1     | 0     | —        | —        | —        | —        | 17     | 11     |
| 2018/19         | OH Leuven       | Vlag van België    | Eerste klasse B      | 13         | 5          | 0     | 0     | —        | —        | —        | —        | 13     | 5      |
| 2019/20         | OH Leuven       | Vlag van België    | Eerste klasse B      | 27         | 15         | 2     | 1     | —        | —        | —        | —        | 29     | 16     |
| 2020/21         | OH Leuven       | Vlag van België    | Eerste klasse A      | 31         | 21         | 2     | 0     | —        | —        | —        | —        | 33     | 21     |
| 2021/22         | OH Leuven       | Vlag van België    | Eerste klasse A      | 4          | 3          | 0     | 0     | —        | —        | —        | —        | 4      | 3      |
| 2021/22         | Venezia FC      | Vlag van Italië    | Serie A              | 19         | 3          | 1     | 0     | —        | —        | —        | —        | 20     | 3      |
| Carrière totaal | Carrière totaal | Carrière totaal    | Carrière totaal      | 159        | 66         | 12    | 1     | 0        | 0        | 0        | 0        | 171    | 67     |

Bijgewerkt op 1 januari 2021.

## Familie
Henry is de zoon van Jean-Michel Henry, die naast vier olympische medailles (goud in 1988, zilver in 1984 en brons in 1992 en 1996) ook verschillende wereldbekermedailles behaalde in het schermen. Zijn moeder werd kampioen van Frankrijk in het jeugdbasketbal, zijn grootmoeder zelfs Europees kampioen en Frans international.